# Laguna Escondida (río Grande de Tierra del Fuego)
La laguna Escondida es una masa de agua superficial perteneciente a la cuenca del río Grande de Tierra del Fuego ubicada al oeste del lago Lynch en la isla Grande de Tierra del Fuego de la Región de Magallanes.
El inventario público de lagos de la Dirección General de Aguas la consigna con los siguientes datos:
| Nombre           | Código     | Latitud   | Longitud | Comuna   |
| Laguna Escondida | 12873091-5 | 53° 55' S | 69°42'W  | Timaukel |

## Ubicación y descripción
Está ubicada entre cerros que separan la cuenca del río Grande de las cuencas costeras del norte del seno Almirantazgo. Tiene una forma elíptica con un eje mayor de 4 kilómetros y un espejo de agua de 6 km².: 3 